# Tubilla (Burgos)
Tubilla es una entidad de población española del municipio de Villarcayo de Merindad de Castilla la Vieja, perteneciente a la provincia de Burgos, en la comunidad autónoma de Castilla y León.

## Historia
Hacia mediados del siglo XIX, el lugar, por entonces perteneciente al ayuntamiento de Merindad de Castilla la Vieja, tenía contabilizada una población de diecinueve habitantes. Aparece descrito en el decimoquinto volumen del Diccionario geográfico-estadístico-histórico de España y sus posesiones de Ultramar de Pascual Madoz con las siguientes palabras:

TUBILLA: l. en la prov., aud. terr., c. g. y dióc. de Búrgos (14 1/2 leg.), part. jud. de Villarcayo (3 1/4), ayunt. y merind. de Castilla la Vieja (3). sit. al pie de la sierra de su nombre, con buena ventilacion y clima frio y saludable; las enfermedades comunes son inflamaciones. Tiene 6 casas y una igl. parr. (los Stos. Mártires) servida por un cura párroco. El térm. confina: N: Cigüenza; E. Horna y Villalain; S. San Martin y Quintana del Rojo, y O. Escanduso. El terreno es de buena calidad; la parte montuosa está poblada de carrascos; le fertiliza el r. Nela, y le cruzan varios caminos locales. prod. cereales, legumbres y patatas; cria ganado caballar y cabrio; caza de perdices y liebres, y pesca de barbos y truchas. pobl.: 5 vec., 19 alm. cap. prod.: 579,600 rs. imp.: 57,283.
(Madoz, 1849, p. 172)

En la actualidad, pertenece al municipio de Villarcayo de Merindad de Castilla la Vieja. En 2024, la entidad singular de población tenía empadronados dieciséis habitantes y el núcleo de población, los mismos.